# Yosorejo (Gringsing)
Yosorejo is een bestuurslaag in het regentschap Batang van de provincie Midden-Java, Indonesië. Yosorejo telt 3672 inwoners (volkstelling 2010).